# Hegyi Gábor (trombitaművész)
Hegyi Gábor (Budapest, 1980 –) Németországban élő barokk trombitaművész.

## Életrajz
Hétévesen kezdett zenét tanulni. Középiskolai éveit a Bartók Béla Zeneművészeti Szakközépiskolában töltötte Simon Attila tanszakán. 2005-ben a trossingeni Zeneakadémián diplomát szerzett kiváló minősítéssel prof. Horst Dieter Bolz osztályában, majd 2006-ban a mesteri fokozatot ugyancsak kiváló minősítéssel. Ezt követően a hágai egyetem barokk trombita mester szakán tanult Prof. Susan Willams osztályában, ahol 2010-ben diplomázott. Több rangos zenekarral és kamaraegyüttessel koncertezik rendszeresen, mint pl. a The Bach Ansamble, Concerto con Anima, Elbipolis- Barockorchester Hamburg, Concerto Köln, Düsseldorfer Hofkapelle, Concerto d´Amsterdam, La Stagione Frankfurt vagy az Akademie für Alte Musik Berlin.
Mint szólista járt már Argentínában, Algériában, Belgiumban, Hollandiában, Németországban, Franciaországban, Olaszországban, Lengyelországban, Portugáliában, Romániában, Spanyolországban, Svájcban, Tunéziában és szülőhazájában, Magyarországon.
Dél-amerikai koncertturnéi alkalmával több mesterkurzust tartott Buenos Aires-ben a barokktrombita speciális fúvástechnikájáról és stílusáról.
Kiváló minőségű rádió- és televízió-felvételeket készített Európában, Észak-Afrikában és Dél-Amerikában.
A világon először a Concert Royal Köln együttessel lemezre vette a J.W. Hertel: Konzert trombitára, 2 oboára és 2 fagottra című darabot ami 2015-ben Európa legrangosabb díját, az ECHO Klassikot kapta
2016-ban megjelent lemezén J. G. Linike Sonata (Mortorium) Es-Dur á 5 című darabja a Concert Royal Köln együttessel ugyancsak egy ECHO Klassik díjat kapott 2016-ban mint az „év audiofil többcsatornás felvétele”.